# Монастырь Крупа-на-Врбасе
Монастырь Крупа-на-Врбасе (серб. Манастир Крупа на Врбасу) во имя святого пророка Илии — монастырь Баня-Лукской епархии Сербской православной церкви. Расположен в одноимённом селе в муниципалитете города Баня-Лука, на слиянии рек Крупа и Врбас.

## История
Митрополит Савва (Косанович) в 1888 году утверждал, что монастырь был основан в XIII веке. В 1889 году Вид Ковачевич записывает предание о том, что монастырь являлся задужбиной Стефана Немани. Монастырь упоминается в документах XIV—XV веков, во время правления Нижними краями рода Хорватиничей. Предполагается, что в то время обитель была связана с монастырём Крупа в Далмации. Иногда даже утверждается, что последний основан выходцами из первого. Название обеих монастырей, скорее всего, произошло от слова «крупа» — река с коротким течением. Из донесения австрийского шпиона, побывавшего здесь 1718—1739 годах, известно, что монастырь в то время уже был разрушен, но местные жители ещё хранили о нём память.
В 1889 году монастырская церковь Святого Илии была восстановлена митрополитом Саввой (Косановичем). На обновление храма местные власти выделили 6000 крон, митрополит вложил 100 дукатов, иеромонах Савва (Костич) — 50 дукатов, остальные средства собраны добровольными пожертвованиями. В 1916—1917 годах австро-венгерские власти отняли церковный колокол для переплавки на военную амуницию, после окончания войны он был заменён на новый.
27 сентября 1941 года усташи сожгли храм. Пожар уничтожил всё, что было в храме: иконостас и вся утварь сгорели, крыша обрушилась, колокол, весом более 360 килограммов, рухнул и раскололся на части. В 1961 году началось восстановление храма, но в 1969 году он разрушен землетрясением.
В 1986—1991 годах проведены археологические и консерваторские работы. В 1989 году митрополит Баня-Лукский Ефрем вернул церкви статус монастыря, в обитель был направлен монах Савва (Неделькович). 14 октября 2009 года состоялось освящение восстановленного монастыря, а Савва (Неделькович) стал игуменом обители.